# Christopher Oualembo
Christopher Oualembo (ur. 31 stycznia 1987 w Saint-Germain-en-Laye) – kongijski piłkarz występujący na pozycji obrońcy. Posiada także obywatelstwo francuskie.

## Kariera klubowa
Oualembo rozpoczynał swoją karierę w juniorskich zespołach z Achères i Paryża. W latach 2004−2006 grał w drugiej drużynie PSG. Następnie występował w US Quevilly, gdzie spędził połowę sezonu. W kolejnym roku reprezentował Levante B. W latach 2009−2011 bronił barw AC Monzy, w której w 42 spotkaniach zdobył 11 bramek. Kolejnym klubem w jego karierze był Czernomorec Burgas − rozegrał tam jedenaście meczów.
15 października 2012 roku Oualembo podpisał kontrakt z Lechią Gdańsk. 22 czerwca 2014 podpisał kontrakt z portugalskim klubem Académica Coimbra.

## Reprezentacja
Oualembo zadebiutował w reprezentacji Demokratycznej Republiki Konga 25 marca 2008 roku w meczu z Gabonem. Dotychczas wystąpił w kadrze pięć razy (stan na 20 lipca 2013).